# Ellipsoptera gratiosa
Ellipsoptera gratiosa – gatunek chrząszcza z rodziny biegaczowatych i podrodziny trzyszczowatych.
Gatunek ten opisany został w 1840 roku przez Félixa Edouarda Guérina-Méneville'a, jako Cicindela gratiosa.
Chrząszcz z wierzchu mosiężny. Czubek głowy, przedplecze i spód ciała gęsto pokryte białymi, włosowatymi szczecinkami. Położone szczeciny na wardze górnej w liczbie mniej niż 10 (czasem w ogóle ich brak), nie licząc rządka krawędziowego. Położone szczecinki obecne na nadustku. Białe plamy na pokrywach rozlewają się na większość ich powierzchni tak, że tylko pas przy szwie pozostaje miedziany Powierzchnia pokryw, matowa, niepunktowana i bez dołków. Szczeciny przedwierzchołkowe obecne na krętarzach pierwszej pary odnóży.
Dorosłe aktywne są od marca do października. Szybko biegają i odbywają loty tylko na krótkie odległości. Larwy rozwijają się w wykopanych w gliniasto-piaszczystej glebie norkach o głębokości 55-110 cm.
Trzyszczowaty ten zasiedla suche, otwarte tereny o piaszczystym podłożu np. drogi i wyręby w borach sosnowych. Jego zasięg ciągnie się w USA wzdłuż środkowego i południowego wybrzeża Atlantyku oraz wschodniego wybrzeża Zatoki Meksykańskiej. Wykazany ze stanów: Alabama, Floryda, Georgia, Luizjana, Karolina Północna, Karolina Południowa i Wirginia. 
Na Florydzie notowany w hrabstwach Escambia, Franklin, Gulf, Leon, Wakulla, Walton, Washington.